# Aderus albofasciatus
Aderus albofasciatus is een keversoort uit de familie schijnsnoerhalskevers (Aderidae). De wetenschappelijke naam van de soort werd in 1922 gepubliceerd door Maurice Pic.